# Éducation coloniale en Côte d'Ivoire
 (février 2009).
Si vous disposez d'ouvrages ou d'articles de référence ou si vous connaissez des sites web de qualité traitant du thème abordé ici, merci de compléter l'article en donnant les références utiles à sa vérifiabilité et en les liant à la section « Notes et références ».
Le colonisateur français commence officiellement à développer un système éducatif en Côte d'Ivoire à partir de 1887. Toutefois, il est à noter des prémices de ce système dès 1882 sous un label privé.

## Système éducatif en Côte d'ivoire
Le système éducatif en Côte d'Ivoire a été successivement sous l'influence de la tradition de l'islam, du christianisme intervenu sur le territoire à la faveur de la colonisation du pays.
Des établissements d'enseignements confessionnels demeurent encore dans le pays de nos jours mais ils ne constituent plus l'essentiel d'un système largement laïc et structuré en plusieurs paliers.
Le système éducatif de Côte d'Ivoire , est fondé sur le modèle hérité de l'époque coloniale ; il comprend  l'enseignement préscolaire, primaire, secondaire, supérieur ainsi que des composantes importantes de formation professionnelle,. Considérée comme une priorité par les pouvoirs publics ivoiriens, l'éducation ivoirienne traverse une importante crise consécutive, en majeure partie à la faiblesse de planification dans ce domaine. Elle se traduit par un grave déficit d'infrastructure.

### Enseignement primaire

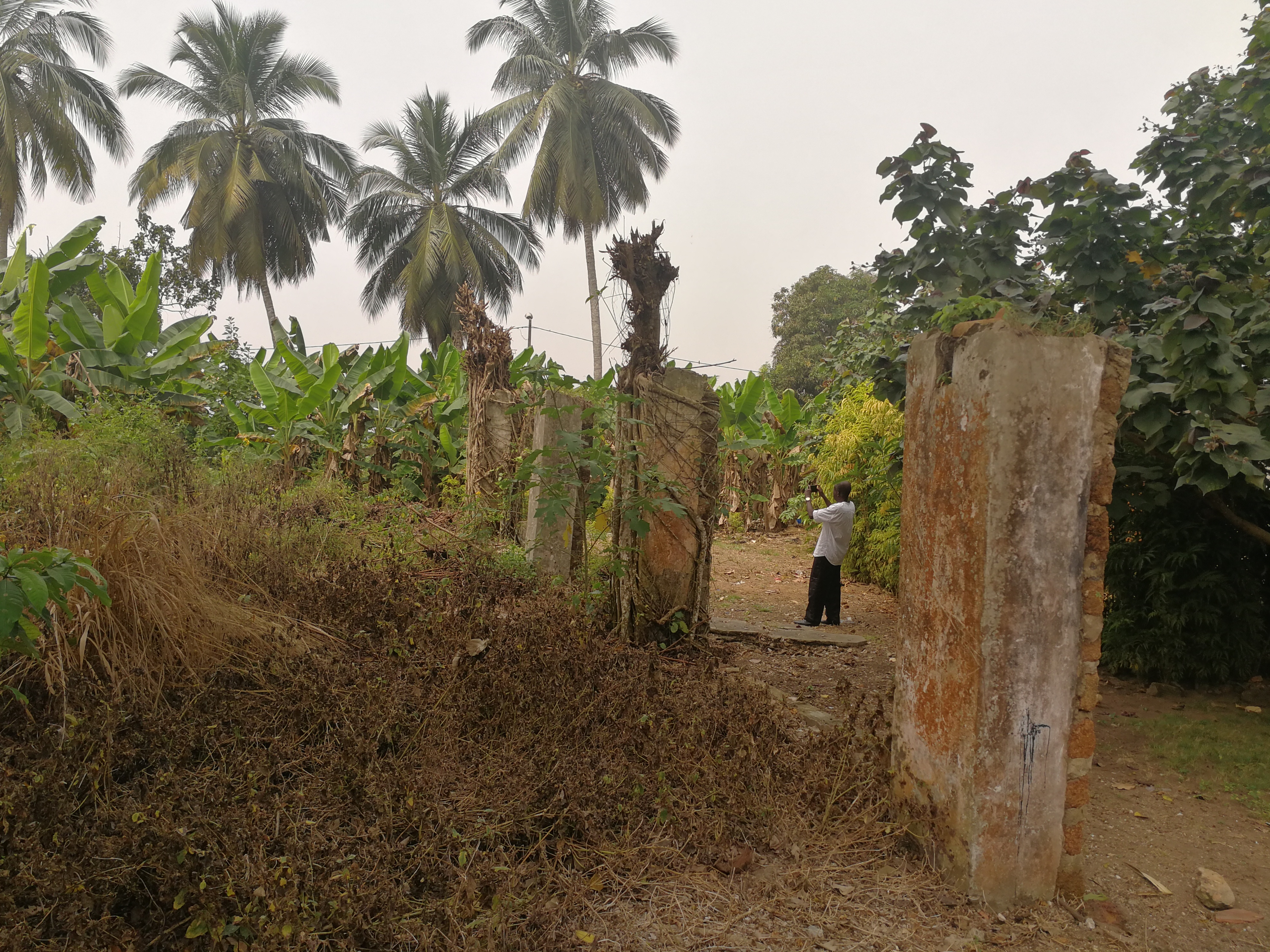
Ruine de la toute première école de Côte d'Ivoire construite à Elima par Arthur Verdier

C'est à Elima, dans le sud du pays, que sera créée la première école officielle française en Côte d'Ivoire le 8 Août 1887 avec pour instituteur Fritz-Emile Jeand'heur venu d'Algérie. Elle comptait alors 33 élèves africains qui seront les premiers lecteurs en langue française. Elle fonctionnera pendant trois ans avant d'être transférée en 1890 à Assinie par Marcel Treich-Laplène, le nouveau résident de France. D'autres écoles de village seront créées à partir de 1890, à Jacqueville, Grand-Bassam, Moossou, Tabou, Bettié, localités toutes situées sur le littoral du Golfe de Guinée. Elles fonctionnaient avec des maîtres d'écoles occasionnels et regroupaient environ 200 élèves en 1895. Le 1er mars 1904, il y avait 896 élèves en Côte d'Ivoire pour une population estimée un peu supérieure à 2 millions d'habitants. Le premier instituteur ivoirien, Loua Beugré, sera diplômé en 1912, entré à l'école normale de Saint-Louis au Sénégal en 1909, après avoir été formé à Bingerville. En 1911, il y avait, en Côte d'Ivoire, un groupe scolaire central à Bingerville, 16 écoles régionales et 26 écoles de village dont 2 seulement pour tout le Nord du pays, à Odienné et à Korhogo. En 1915, l'ensemble des établissements scolaires en Côte d'Ivoire accueillait 3317 élèves encadrés par un corps enseignant qui, outre les étrangers, comportait 17 instituteurs ivoiriens et 50 moniteurs ivoiriens. En 1924, il y avait 4354 élèves dont seulement 211 filles. En 1932, 6722 élèves dont 627 filles étaient scolarisées.
À partir de 1945, comme dans de nombreuses colonies françaises, l'administration coloniale déploie ses efforts vers l'enseignement. Ainsi, on compte dans les années 1950 plus de 25 000 élèves dans l'enseignement primaire public, et plus de 10 000 élèves en enseignement privé (majoritairement assuré par les missions catholiques). Sur l'ensemble, on compte 10 % de filles dans le privé et 15 % dans le public. Il existe par ailleurs, comme ailleurs en Afrique Occidentale Française, un "Foyer des métis" à Bingerville qui accueille "les enfants métis du territoire, garçons et filles matériellement et moralement abandonnés", soit plus de 250 enfants,.

### Enseignement secondaire
L'enseignement secondaire est mis en place dans la colonie à la fin des années 1940. Auparavant, les premiers élèves ivoiriens scolarisés en lycée devaient se contenter d'aller à Dakar (capitale administrative de l'AOF) : à l'École normale William-Ponty pour les garçons et à l'École normale de Jeunes filles de Rufisque pour les filles. Certains élèves se rendront en France via l'Aventure 46, initiée par Félix Houphouët-Boigny, alors député du PDCI-RDA élu en novembre 1945 à l'Assemblée constituante, et menée à bien avec l'appui du gouverneur André Latrille en dépit des fortes réticences de l'administration coloniale.
Un certain nombre de collèges et lycées sont créés et accueillent filles et garçons. Du fait du nombre insuffisant de personnel enseignant, ces structures sont principalement destinées (via les collèges et cours normaux) à la formation d'instituteurs et d'institutrices :  
- le collège classique et moderne d'Abidjan ;
- le collège moderne garçons de Bingerville ;
- le collège moderne filles de Bingerville ;
- le collège moderne de Bouaké ;
- le collège moderne et cours normal de Guiglo ;
- le cours normal de Daloa ;
- l'école normale et cours normal de Dabou.

Le collège classique et moderne d'Abidjan accueille de nombreux élèves, notamment venus des territoires coloniaux voisins et les enfants du personnel colonial français.
L'enseignement féminin reste à la traine derrière l'enseignement masculin (en termes d'effectifs d'élèves et de moyens matériels, personnels et financiers).
Parallèlement, l'objectif du gouvernement colonial est de favoriser l'enseignement technique, pour soutenir l'effort économique demandé à la colonie. Ainsi, un Collège technique et un Centre d'apprentissage sont créés à Abidjan.

### Éducation de base
Comme dans l'ensemble de l'AOF, le gouvernement territorial de Côte d'Ivoire met en place une politique dite "d'éducation de base" portant sur l'enseignement de l'hygiène, de l'économie domestique et l'alphabétisation des adultes. Toutefois, celle-ci reste relativement restreinte. Il s'agit généralement de missions itinérantes se rendant dans quelques villages du territoire ou de permanences organisées dans des centres urbains. Elles sont assurées par des délégués du service de la santé publique, du service des affaires sociales, du service de l'enseignement et des services techniques.